# Гётеборг-Бохус

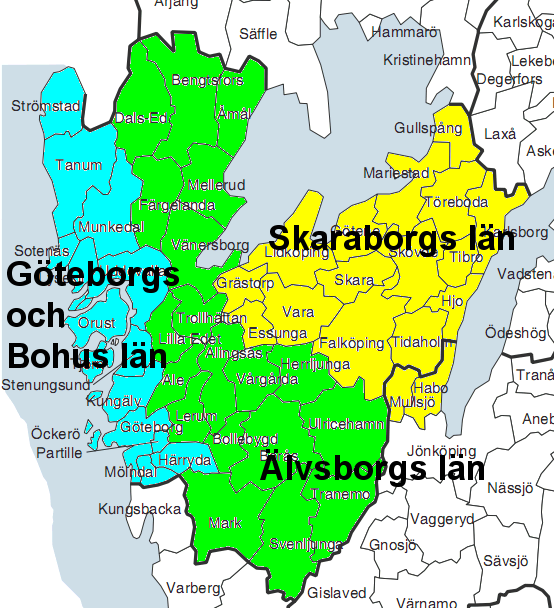
Объединение ленов западного Гёталанда в конце 1997 года

Гётеборг-Бо́хус (швед. Göteborgs och Bohus län) — бывший лен Швеции, просуществовавший до 31 декабря 1997, когда он был объединён с ленами Скараборг и Эльвсборг в современный лен Вестра-Гёталанд. Название лена происходило от центрального города — Гётеборга, а также исторической провинции Бохуслен.
Бохуслен стал шведским в 1658 по результатам Роскилльского мира и управлялся из Бохусской крепости (у города Кунгэльв). Лен был образован в 1680 году, в него вошли Гётеборг и некоторые другие части Эльвсборгского лена. Название Гётеборг-Бохус лен получил в 1700 году, одновременно с переносом резиденции в Гётеборг, и просуществовал до 31 декабря 1997, после чего 1 января 1998 был объединен с Эльвсборгским и частью Скараборгского ленов под названием Вестра-Гёталанд.